# Palermo (Huila)
Palermo is een gemeente in het Colombiaanse departement Huila. De gemeente telt 27.282 inwoners (2005).
- Gemeinsame Normdatei: 16324594-0
- Library of Congress Control Number: no2007102743
- Virtual International Authority File: 131731069

Acevedo · Agrado · Aipe · Algeciras · Altamira · Baraya · Campoalegre · Colombia · Elías · Garzón · Gigante · Guadalupe · Hobo · Iquira · Isnos · La Argentina · La Plata · Nátaga · Neiva · Oporapa · Paicol · Palermo · Palestina · Pital · Pitalito · Rivera · Saladoblanco · San Agustín · Santa María · Suaza · Tarqui · Tello · Teruel · Tesalia · Timaná · Villavieja · Yaguará